# 高砂太夫
高砂太夫（たかさご たゆう 1941年4月1日-2019年5月23日）は、京都市下京区出身の元島原太夫。本名、櫛田一栄（くしだ かづえ）。

## 来歴
地元で生まれ育った稀少な太夫である。実家が結髪師で客として来る太夫、芸妓、その髪を結う母を見て育ち、幼少の頃から舞踊、茶道など習い、1963年（昭和38年）3月、屋形（置屋）『菊春楼』の太夫となる。
座敷をはじめ、京都市北区鷹峯・常照寺で毎年4月第三日曜に行われる吉野太夫花供養などの行事に参加。2007年秋TBS系にて放映のテレビドラマ「輪違屋糸里」に「太夫指導」で参加。
置屋の鑑札を持たない為、結髪屋「くし菊」に菊川を太夫と称して置き、観光客に島原の歴史や太夫について説明をして稼いでいたが、菊川が2018年3月に逃亡後、認知症などの自病が進み閉店。
2019年5月23日、死去。

## 書籍
- 『京をんな 太夫として生きる』 - 2019年 橋本広告事務所